# La calle Hester (película)
La calle Hester (en inglés: Hester Street) es una película romántica de 1975 basada en la novela Yekl: A Tale of the New York Ghetto de Abraham Cahan de 1896 que fue adaptada y dirigida por Joan Micklin Silver. Estuvo protagonizada por Carol Kane, quien fue nominada en los Premios Oscar a la Mejor Actriz y Steven Keats. En 2011,se añadió la película al Registro Nacional de Cine de la Biblioteca del Congreso de Estados Unidos.

## Sinopsis
Cuenta la historia de inmigrantes judíos que llegan a la ciudad de Nueva York en 1896 desde Europa del Este y que viven en la calle Hester en Manhattan.
El joven Yankle llega por primera vez a los Estados Unidos, se asimila rápidamente a la cultura americana y se convierte en Jake, un hombre norteamericano. Jake comienza a tener una aventura con Mamie, una bailarina. Su esposa, Gitl, más tarde llega al país con su hijo Yossele y tiene dificultades para asimilarse a la cultura y ser parte de una nueva sociedad. La tensión surge en su matrimonio cuando Jake continuamente reprende y abusa de Gitl. Además, Jake continúa viendo a Mamie a escondidas. Luego, Gitl descubre la infidelidad de su marido a través de la Sra. Kavarsky, una vecina.
Jake y Gitl finalmente se divorcian, por lo que Gitl toma todo el dinero de Mamie y se casa con Bernstein, un tradicionalista fiel. Al final de la película, ella está asimilada a nivel personal y lingüístico, caminando por la calle con Bernstein y Yossele (ahora conocido como Joey), hablando inglés y mostrando su cabello. Pero ahora está liberada de Jake, quien a su vez se casó con Mamie.

## Reparto
- Carol Kane como Gitl.
- Steven Keats como Jake.
- Mel Howard como Bernstein.
- Dorrie Kavanaugh como Mamie.
- Doris Roberts como Mrs. Kavarsky
- Lauren Friedman como Fanny.

## Premios y nominaciones
Premios Oscar
| Año  | Premio        | Categoría               | Nominada   | Resultado |
| ---- | ------------- | ----------------------- | ---------- | --------- |
| 1976 | Premios Óscar | Óscar a la mejor actriz | Carol Kane | Nominada  |